# Щатски секретар
Щатски секретар (на немски: Staatssekretär — държавен секретар, на руски: статс-секретарь) е държавна длъжност и/или звание.
Най-често щатският секретар бива глава на общодържавен орган, централно ведомство или министерство, член на правителството, заместник или помощник-министър. В руската номенклатура за държавните длъжности, съществува различие между щатски секретар и държавен секретар, но при превод на чуждестранните му аналози на руски език, съществува известен произвол. Най-близкият английски аналог на немската и руска дума е State Secretary.